# Probabilismo
Col termine probabilismo si definisce una concezione filosofica che ammette l'influenza del caso nei fenomeni materiali. Il probabilismo assume storicamente tre diverse caratteristiche: 
1. "gnoseologico", risalente al II secolo a.C.;
2. "etico" (o "morale) nel '600;
3. "ontico" (o " fisico" ) nel '900.

Quest'ultimo si precisa poi in due ambiti specifici della fisica: 
3a) quello della materia elementare subatomica di cui si occupa la meccanica quantistica;
3b) quello della materia macromolecolare in termini di complessità.

## Probabilismo gnoseologico
La più antica forma concettuale di probabilismo gnoseologico è quella presente nello scetticismo della Nuova Accademia e specialmente in Carneade.
La dottrina probabilistica di Carneade poggia su tre assunti:
1. rispetto all'oggetto la rappresentazione mentale "è" vera o falsa, rispetto al soggetto conoscente essa "appare" vera o falsa.
2. Il numero e la complessità delle connessioni di una rappresentazione costituiscono il criterio di misura della sua attendibilità in quanto "persuasiva e non-contraddittoria".
3. Si ha rafforzamento della "persuasività - noncontraddittoria" allorché il risultato cognitivo è stato ottenuto in modo analitico-metodico, ovvero attraverso un metodo di indagine corretto e razionale.

In termini diacronici di raggiungimento della "probabilità" cognitiva, Carneade ritiene che quando si deve decidere in tempi brevi ci si può accontentare di una probabilità di tipo 1), ma che se si dispone di tempo si deve cercare di realizzare al meglio un'indagine del tipo 3). Il vertice della certezza probabilistica secondo Carneade si estrinseca perciò in un'analisi che raggiunge tre risultati principali: 1) essere persuasiva; 2) non venire contraddetta da altri; 3) essere "esauriente" rispetto ad ogni possibile ulteriore analisi.

## Probabilismo etico
Con tale termine si designa anche la dottrina - cui facevano frequentemente appello i Gesuiti nel sec. XVII - secondo cui, nei casi in cui l'applicazione di una regola morale sia dubbia, per non peccare basterebbe attenersi ad una opinione probabile, intendendosi per opinione probabile quella sostenuta da qualche teologo.
All'inizio del XVII secolo alcuni teologi dell'ordine dei  Gesuiti, come A. Escobar y Mendoza ed E. Bauny proponevano una morale di tipo individuale e istintivo, tale che, in caso di dubbio morale, si affidi alla coscienza e non alla dottrina come più attendibile circa la probabile giustezza dell'azione. Dopo la condanna ripetuta del Santo Uffizio (dal 1665 al 1678) di tale tesi, anche Blaise Pascal l'attaccava duramente nelle sue Lettere provinciali.
Anche David Hume può esser fatto rientrare in questa categoria, poiché, infirmato il concetto di causa, egli negava l'esistenza di criteri generali di verità, ma ammetteva un criterio sufficiente a dirigere la condotta morale. La sua azione polemica era diretta contro il determinismo causalistico, tipico del meccanicismo materialistico.
Il padre domenicano Bartolomé De Medina nel 1577 si fece promotore di una "teoria morale della probabilità". In essa si sosteneva che nelle scelte morali, quando un caso è dubbio, non resta che affidarsi a un probabilismo secondo il quale, valutati i pro e i contro, si deve seguire tra le varie ipotesi di giustezza etica, quella che, "probabilisticamente", appare la migliore.

## Probabilismo ontico
Attualmente per probabilismo si intende ciò che concerne la sfera del "fisico", ovvero della materia  nel suo essere soggetto alle leggi della fisica, quando è non-deterministico. Nella filosofia contemporanea il probabilismo ontico è l'indirizzo gnoseologico-scientifico per il quale il carattere di probabilità viene riconosciuto ad un certo numero di settori del conoscere, soggetti a indeterminismo. Sistemi indeterministici sono in primo luogo tutti quelli biologici, ma anche molti tipi di sistemi fisici lo sono, sia di tipo semplice che complesso.
Tali sistemi vanno soggetti ad approcci conoscitivi che devono abbandonare l'idea delle possibilità di "definire" i loro caratteri dinamici, ma solo di accertarne l'evoluzione "probabile". Ciò avviene perché le variabili in gioco o sono instabili o sono in numero così elevato da rendere impossibile districarne la complessità, ovvero gli intrichi causali che determinano una Non-linearità delle cause coinvolte nel sistema.

### Sistemi semplici elementari
Il primo a intravedere il carattere probabilistico della realtà fisica del molto piccolo era stato Ludwig Boltzmann (1844-1906), il quale aveva già capito che il mondo dell'elementarità fisica non poteva rientrare nelle leggi della fisica del macroscopico, soggetto alla meccanica classica.
All'inizio del Novecento Henri Poincaré affermava in La science et l'hipothèse: 
In riferimento ai sistemi fisici semplici il probabilismo concerne specialmente gli oggetti del mondo subatomico, le Particelle elementari, indagati dalla Meccanica quantistica ed alcuni aspetti fenomenici nella cosmogonia del Modello Standard.
Il probabilismo del mondo quantistico, già sostenuto implicitamente da Niels Bohr sin dal 1920, si rafforzava nel 1927 allorché Werner Heisenberg con il Principio di indeterminazione stabiliva l'indeterminismo del mondo quantistico e quindi il probabilismo ontico che lo concerneva. 
Nel 1953 Louis de Broglie, che era un determinista con forti accenti religiosi, tentava di rimescolare le carte proponendo per il probabilismo l'espressione sostitutiva di "determinismo debole-imperfetto".
Max Born già nel 1927 in Natural Philosophy Of Cause And Chance (Oxford: Clarendon Press, 1927), affermava: 
(Filosofia naturale della causalità e del caso, Torino, Boringhieri 1962, p.65)
Nel 1967 Richard Feynman in The Character of Physical Law (1964 Messenger Lectures; 1967 MIT Press) definiva i termini del probabilismo ontico sostenendo:
(La legge fisica, Torino, Bollati Boringhieri 1993, pp.165-166.)
Poche pagine più avanti Feynman precisava che il probabilismo non è solo nell'essere della materia subatomica in quanto tale, ma anche nell'approccio scientifico ad essa:
(‘’Idem’’, pag.171)
Murray Gell-Mann, lo scopritore dei quark nel 1964 (Premio Nobel 1969), in The Quark and the Jaguar sul fondamentale probabilismo della materia elementare dichiara:
(Il quark e il giaguaro, Torino, Bollati Boringhieri 1996, p.44)
Il probabilismo è totale nella regione delle particelle elementari (o sub-nucleare) e Gell-Mann, considerando i successivi dimezzamenti della radioattività del più comune isotopo del plutonio (il Pu 239), parlando di “totalità di direzioni di uscita dal nucleo ugualmente probabili”, precisa ancora in termini probabilistici:

### Sistemi macroscopici complessi
Per quanto riguarda i sistemi fisici complessi, come quelli studiati da Ilja Prigogine (Premio Nobel 1977), si tratta di situazioni fisiche che possono evolvere in stati di non-equilibrio da lui chiamati Strutture dissipative, tali da determinare delle biforcazioni evolutive verso equilibri nuovi e differenti più o meno probabili.
Prigogine può perciò esser considerato il maggior esponente del probabilismo della complessità, avendo speso la maggior parte della sua vita ad occuparsi dei sistemi complessi e indirettamente del probabilismo ontico. Infatti, in situazioni di disequilibrio, allorché le possibilità evolutive entrano in un processo di successive biforcazioni, queste sono tutte governate unicamente da probabilità del tipo ‘'aut/aut'’. Alla fine del processo, quando il sistema si assesta in un nuovo equilibrio, l'unica domanda che lo scienziato può farsi in termini gnoseologici è la seguente: «Era da ritenersi probabile o improbabile che finisse così?».
Prigogine scrive (con Isabelle Stengers) in La Nouvelle Alliance (1979):
Prigogine in Les Lois du Cas si sofferma ancora sulla miscela probabilistica caso/necessità, notando:
In La fine des certitudes (éd. Odile Jacob, Paris 1996) Prigogine precisa il suo probabilismo:
Dal momento che l'entropia è uno degli aspetti più rilevanti della complessità, e indirettamente del probabilismo, il fisico Lee Smolin così ne parla in The Life of the Cosmos (Oxford University Press 1997):